# Populisten und Urbane
Populisten und Urbane (zu unterschiedlichen Begrifflichkeiten siehe unten) sind zwei gegensätzliche politisch-publizistische Strömungen im Ungarn insbesondere der Zwischenkriegszeit, die bis heute im politischen und intellektuellen Feld Ungarns nachwirken.

## Urbane
Die Urbanen (ung.: urbánusok, urspr. von lat. urbs ~ „Stadt“, gemeint ist im Speziellen Budapest) vertraten eine enge Anlehnung an die westeuropäische Kultur und Moderne. Der Begriff wird auch übersetzt mit „Urbanisten“, das zugrundeliegende Wort urbánus auch übersetzt mit „liberal“ und „progressiv“. Wichtigstes Organ dieser weitgehend auf Budapest beschränkten Literatengruppe war die Monatszeitschrift Szép szó (~ „Schönes Wort“).
Die Urbanen werden auch als Anhänger eines „zweiten Ungarn“ bezeichnet. Die Begriffe „Urbane“ und „Westler“ überschneiden sich, sind aber nicht identisch, da der Begriff Urbane enger auf eine bestimmte literarische Strömung eingegrenzt werden kann.
Ebenso ist der Literatenkreis um die Zeitschrift Nyugat (~ „Westen“) nicht mit den Urbanen identisch, obwohl es hier personelle Überschneidungen gibt.
Bedeutende Urbane sind nach Gyula Borbándi:
- Zoltan Gáspár
- Bertalan Hatvány
- Antal Szerb
- György Bálint
- Gábor Halász
- Béla Zsolt
- András Hevesi
- Ferenc Fejtő
- Pál Ignotus
- Attila József
- Gyula Krúdy

## Populisten
Politisch-intellektuelle Antagonisten der Urbanen waren die Populisten (ung.: népiek, von nép ~ Volk), auch übersetzt als „Ländler“, „Volksleute“, „Völkische“, „Volkstümliche“ oder „Volkstümler“. Diese Denker eines „dritten Ungarn“ sahen sich als Sprachrohr der Landbevölkerung; sie forderten eine Agrarreform und setzten auf einen neuen kulturellen Aufschwung, einen Aufschwung gestützt durch die ländliche Bevölkerung und auf die bäuerlichen (ungarischen) Traditionen.
Bedeutende Populisten sind nach Gyula Borbándi:
- Gyula Illyés
- Péter Veres
- József Darvas
- László Németh
- Géza Féja
- Imre Kovács
- Zoltán Szabó
- Ferenc Erdei[7]

## Budapest und die ungarische Kultur
Die Urbanen sahen nicht zuletzt in der Metropole Budapest die Entstehung einer modernen ungarischen Zivilisation verkörpert, während für die Populisten Budapest geradezu den Inbegriff für den Verfall der ungarischen Kultur darstellte. In den politischen Auseinandersetzungen und der politischen Rhetorik wirkt der Gegensatz zwischen beiden intellektuellen Strömungen bis heute nach. Rechte und rechtsextreme politische Kräfte in Ungarn bedienen sich bis heute typischer Argumente der Populisten.

## Antisemitismus und Populisten versus Urbane
Für den Diskurs der 1920er bis 1940er Jahre in Ungarn ist typisch, dass der Gegensatz zwischen moderner Stadt und traditionellem Land als Gegensatz zwischen (städtisch-liberalen assimilierten) Juden/Jüdischstämmigen und „echten“ (ländlich-christlichen) Ungarn gekennzeichnet wurde, bzw. in Gegenansicht als Gegensatz zwischen modern-weltoffenen und antisemitischen Kreisen. Es handelt sich dabei weniger um einen rassisch begründeten Antisemitismus, als vielmehr um die Frage, welche Gruppe als Leitbild des Ungarntums gelten sollte, das städtische Bürgertum oder die Landbevölkerung. Gerade für viele erfolgreich aufgestiegene Ungarn jüdischer Herkunft war letzteres in verschiedener Hinsicht keine nachvollziehbare Alternative, und damit waren auch jüdischstämmige Intellektuelle vorrangig auf der Seite der „Urbanen“ zu finden.

Während in der Zeit der Volksrepublik Ungarn der Diskurs um Populisten und Urbane keinen Raum hatte, war nach dem Ende der sozialistischen Ära ein Wiederauftauchen diesbezüglich typischer Argumentationsmuster aus der Vorkriegszeit zu beobachten. Im Gegensatz zur Zwischenkriegszeit scheint hier aber auf „populistischer“ Seite das antisemitische Element so weit vorzuherrschen, dass die Gegenüberstellung von Urbanen und Populisten im wesentlich zur öffentlichen Kodierung von antisemitischen Argumenten dient, die auf Stigmatisierung und Ausschluss der Urbanen (=Juden, Internationalisten, Westler, Großstädter) abzielen.